# Хюстън (окръг, Тенеси)
Окръг Хюстън (на английски: Houston County) е окръг в щата Тенеси, Съединени американски щати. Площта му е 536 km², а населението – 8088 души (2000). Административен център е град Ерин.